# Canadees parkeren

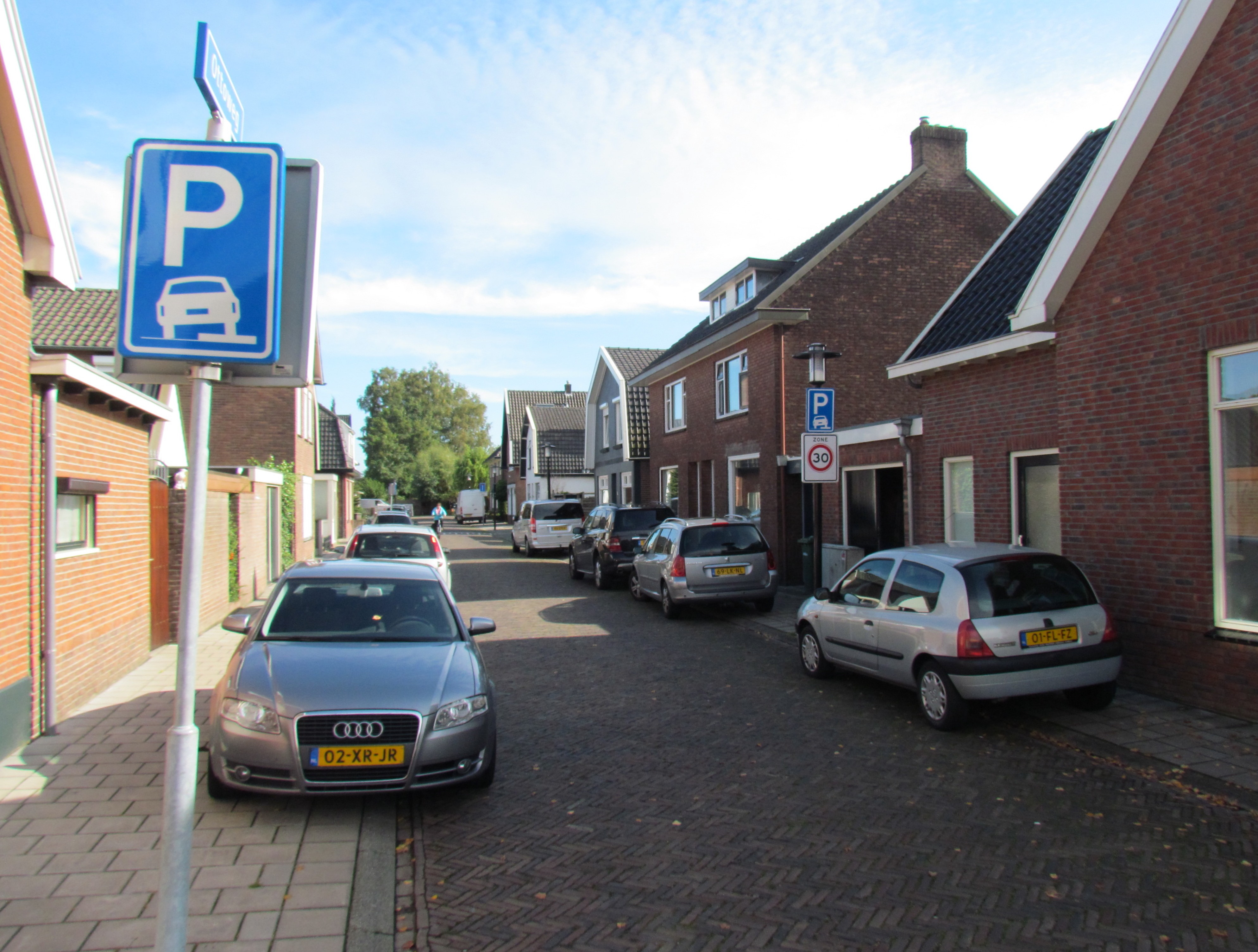
Canadees parkeren in Hengelo

Belgisch verkeersbord E9f: "Verplicht parkeren deels op de berm of op het trottoir."

Canadees parkeren is het parkeren van een auto met twee wielen op het trottoir en met twee wielen op de rijbaan.
Deze manier van parkeren is alleen toegestaan waar dit is aangegeven met een verkeersbord. In Nederland is dit verkeersbord E8 uit Bijlage 1 van het Reglement verkeersregels en verkeerstekens 1990 (RVV 1990) dat op grond van artikel 24, eerste lid, sub d, onder 2, van een afbeelding van een half op de stoep geparkeerde auto is voorzien. In België is dit het bord E9f uit de wegcode.
Diverse gemeenten staan het Canadees parkeren toe in smalle straten waar de doorgang wordt belemmerd voor hulpdiensten. Er zijn situaties waarin Canadees parkeren ten bate van de hulpdiensten wordt verplicht. In andere gevallen wordt Canadees parkeren gedoogd, bijvoorbeeld bij een schrijnend tekort aan beschikbare parkeerruimte.